# Colonia Guadalupe de Hidalgo
Colonia Guadalupe de Hidalgo är en ort i Mexiko.   Den ligger i kommunen Espinal och delstaten Veracruz, i den sydöstra delen av landet, 190 km nordost om huvudstaden Mexico City. Colonia Guadalupe de Hidalgo ligger 67 meter över havet och antalet invånare är 286.
Terrängen runt Colonia Guadalupe de Hidalgo är huvudsakligen platt. Colonia Guadalupe de Hidalgo ligger nere i en dal. Runt Colonia Guadalupe de Hidalgo är det ganska tätbefolkat, med 72 invånare per kvadratkilometer. Närmaste större samhälle är Coyutla, 19,0 km väster om Colonia Guadalupe de Hidalgo. Omgivningarna runt Colonia Guadalupe de Hidalgo är en mosaik av jordbruksmark och naturlig växtlighet.